# Cimetière Saint-Pierre (Amiens)
Pour les articles homonymes, voir Cimetière Saint-Pierre.
Le cimetière Saint–Pierre est situé au nord-est de la ville d’Amiens dans le quartier Saint-Pierre. Il est constitué de trois entités.

## Le cimetière Saint-Pierre
Situé avenue de la Défense passive, d’une superficie de 5,6 ha, créé en 1914, il a remplacé un précédent cimetière ouvert en 1851 et désaffecté après la Première Guerre mondiale. Il est constitué d'îlots réguliers arborés.
Le cimetière fut agrandi en 1928, d'une longue bande de terrain au sud-ouest et en 1988, une extension a été réalisée au-delà des cimetières militaires.

### Le carré militaire français
Au sein du cimetière civil, se trouve un carré militaire français de la Première Guerre mondiale où se trouvent des tombes de soldats morts au cours des deux guerres mondiales. ces tombes sont matérialisées par des croix blanches ou par un monument civil. Sur une stèle érigée par le Souvenir français et la ville d'Amiens, a été gravée cette inscription 

« Le 3 mars 2007, a été érigé ce monument attestant de la réfection de 130 sépultures de militaires morts pour la France. »

### Le monument aux morts des guerres d'Algérie (1830-1962)

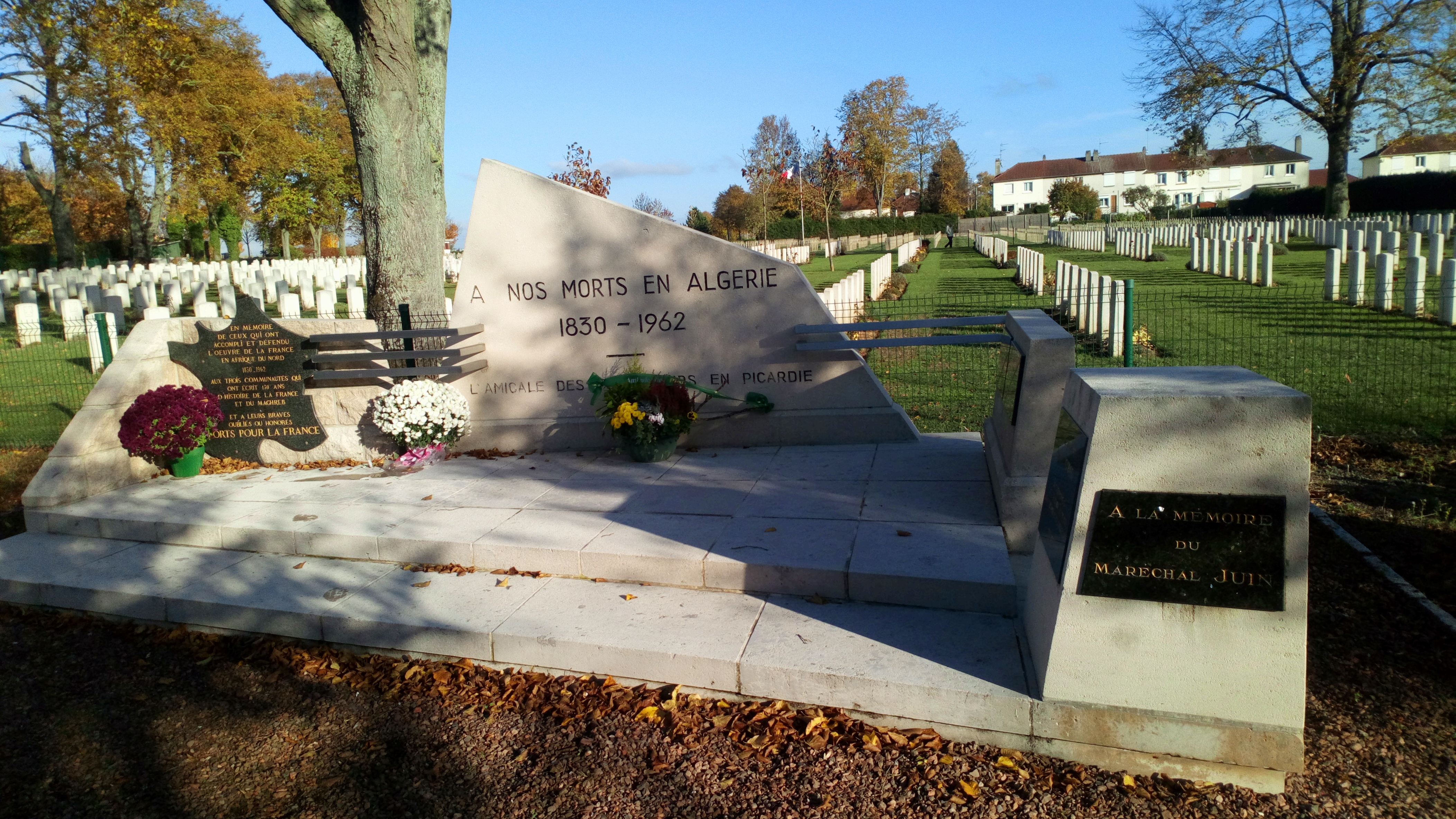

Au sein du cimetière civil, face au carré musulman, un monument aux morts des guerres d'Algérie a été érigé, vers 1980, par l'Amicale des pieds-noirs en Picardie avec inscrite cette dédicace : 

« A nos morts en Algérie 1830-1962 L'Amicale des pieds-noirs en Picardie »

Sur des piques noires de chaque côté du monument sont inscrites ces dédicaces : 

« En mémoire de ceux qui ont accompli et défendu l'œuvre de la France en Afrique du Nord 1830-1962 / Aux trois communautés qui / ont écrit 130 ans / d'histoire de la France / et du Maghreb / et à leurs braves / oubliés ou honorés / morts pour La France »

## La nécropole nationale de Saint-Pierre
D'une superficie de 0,7 ha, la nécropole nationale compte 1 347 tombes de soldats décédés, dans les hôpitaux de la ville pour la plupart. Parmi eux se trouvent 25 soldats belges. Après le 11 novembre 1918, on transféra dans cette nécropole, les dépouilles de soldats provenant d'autres cimetières d'Amiens et de Dury.
La nécropole nationale est formée de cinq rangées de cinquante tombes chacune, divisées en deux parties. Sur l'espace séparant ces deux parties, le Souvenir français a fait ériger un monument aux morts.

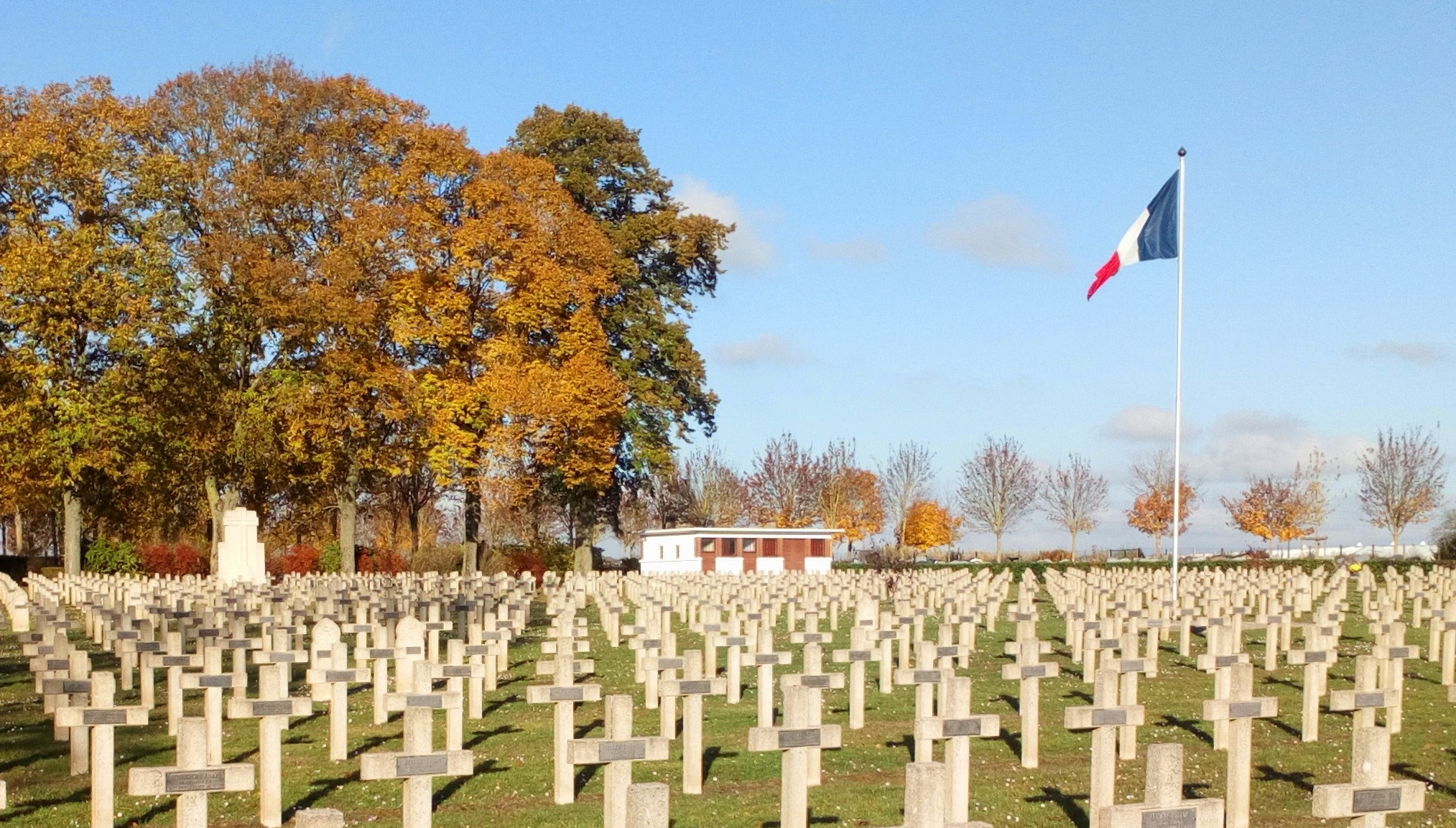
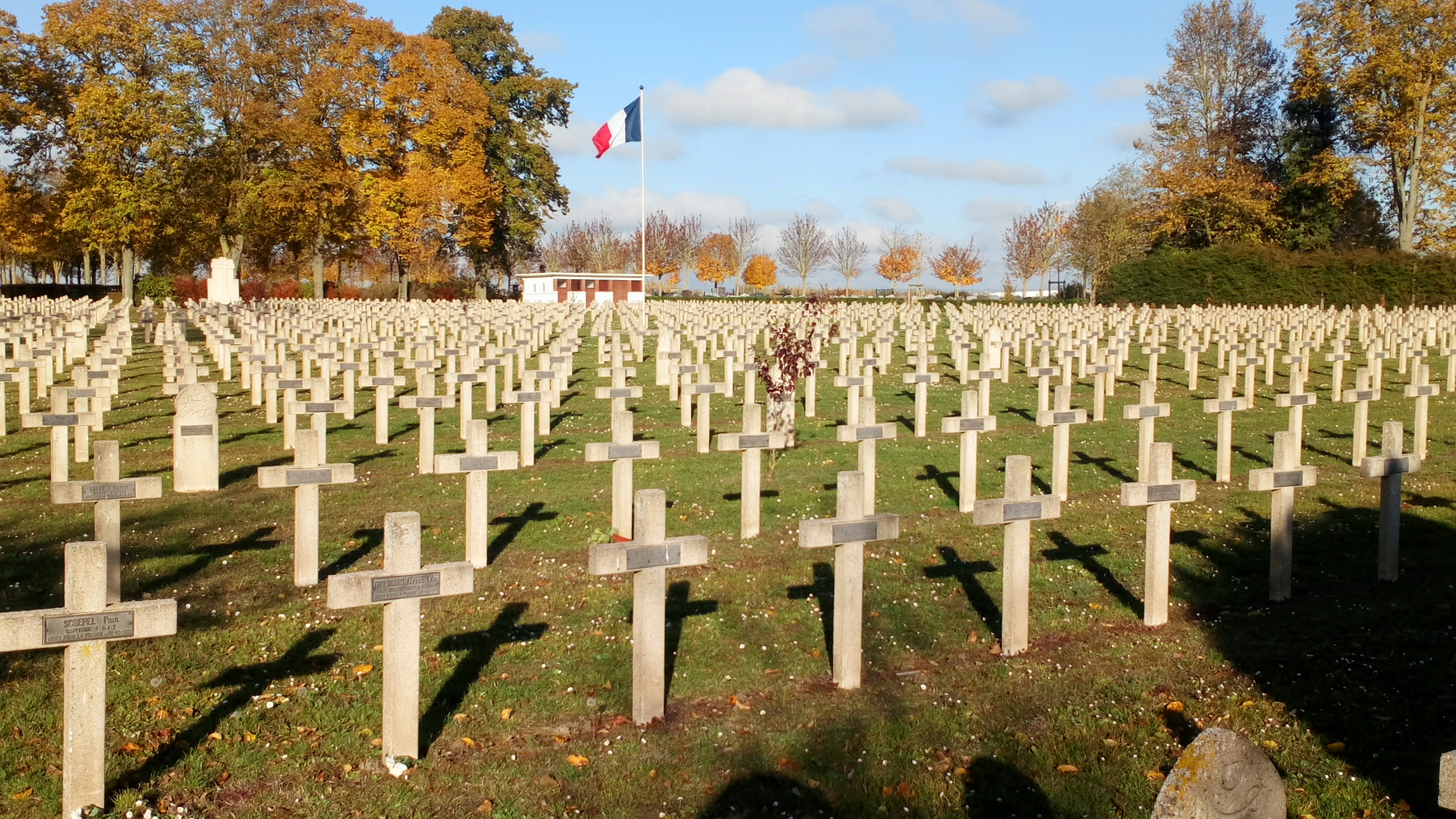

## Le cimetière militaire britannique Saint-Pierre (Saint-Pierre cemetery)
Le cimetière britannique a été créé en septembre 1915 au sein du cimetière communal, il est mitoyen à la nécropole nationale. Le cimetière britannique compte 761 tombes dont : 625 Britanniques, 104 Australiens, 22 Canadiens, 4 Néo-Zélandais, 2 Indiens, 1 Sud-Africain et 1 Chinois. Le dernier soldat y fut inhumé en octobre 1919. Après le 11 novembre 1918, 33 tombes situées à proximité d'Amiens y furent transférées. L'aménagement du cimetière a été conçu par Edwin Lutyens.
82 soldats morts pendant la Seconde Guerre mondiale y ont été inhumés.

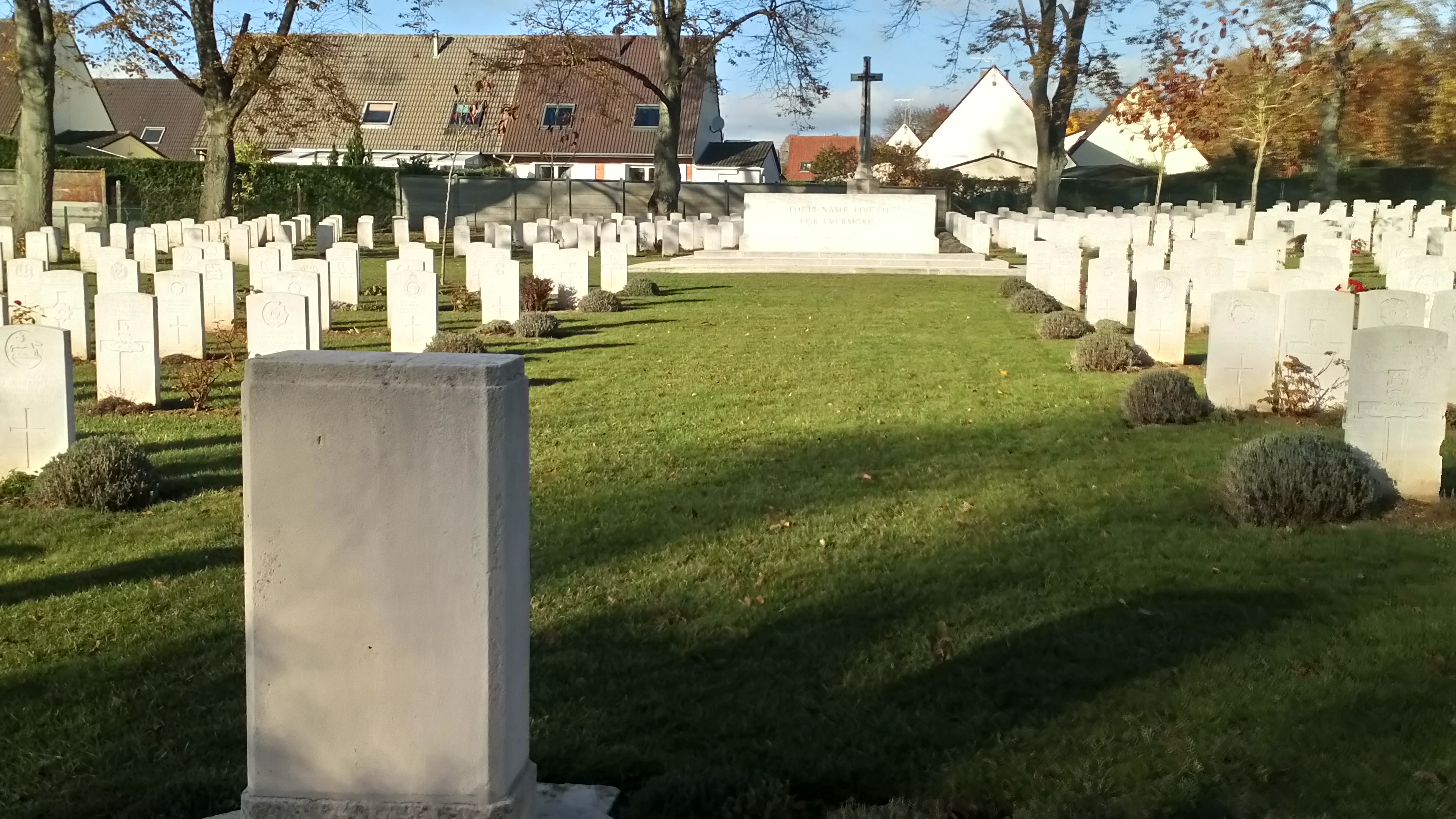
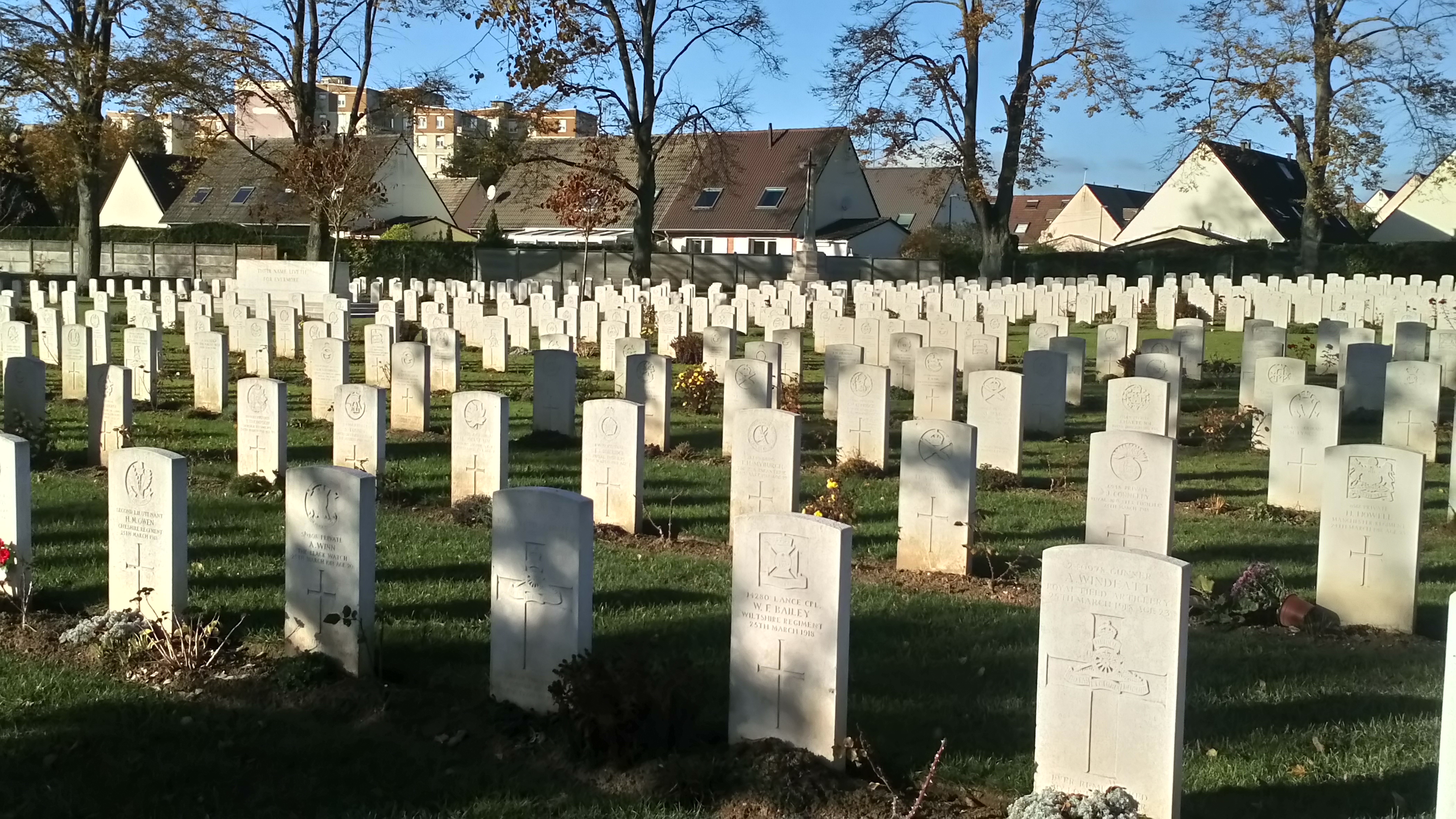

## Pour approfondir